# Sellye
Sellye är en mindre stad i Ungern med 2 405 invånare (2020).

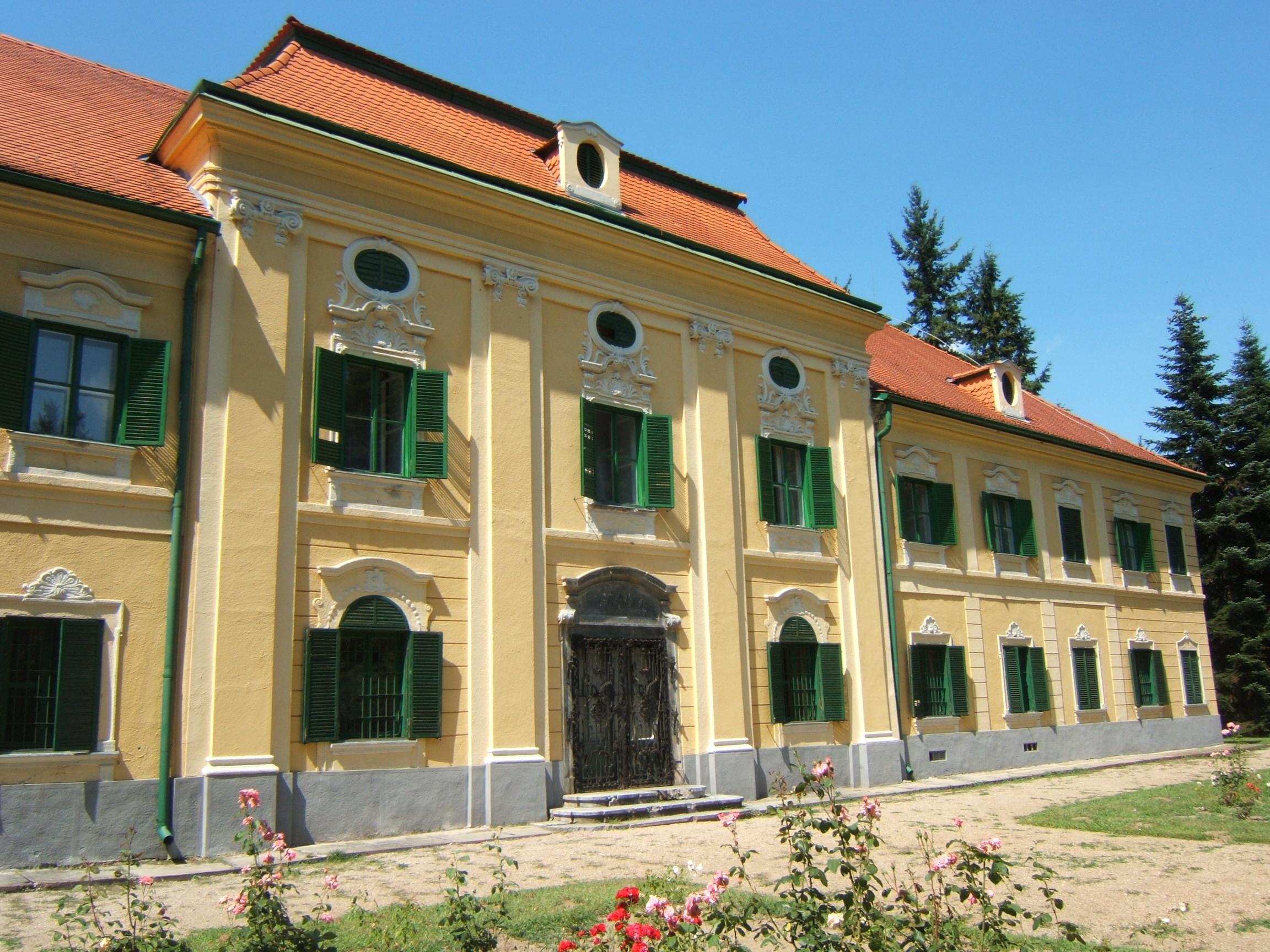
Draskovich slott i Sellye.